# Makhlouf Naït Rabah
Makhlouf Naït Rabah (sinh ngày 9 tháng 4 năm 1996) là một cầu thủ bóng đá người Algérie thi đấu cho JS Kabylie ở Giải bóng đá hạng nhất quốc gia Algérie. Anh chủ yếu thi đấu ở vị trí hậu vệ trái.
Naït Rabah khởi đầu sự nghiệp với JS Kabylie với tư cách cầu thủ trẻ năm 2006, và đại diện Algérie tại Danone Nations Cup năm 2008.